# Rudi Glöckner
Rudolf "Rudi" Glöckner (Markranstädt, 20 de março de 1929 - Markranstädt, 25 de janeiro de 1999) foi o primeiro alemão a apitar uma final da Copa do Mundo de futebol quando realizou a final da Copa do Mundo de 1970 entre Brasil e Itália na Cidade do México.
Glöckner, no que era então a Alemanha Oriental, teve uma longa carreira internacional, apitando jogos também nas Olimpíadas de Verão de 1964 em Tóquio e em partidas do Campeonato Europeu de 1976. Ele arbitrou o jogo entre ADO Den Haag e West Ham United na Copa dos Campeões da Europa de 1976. Ele teve que ser escoltado do campo de jogo por 16 policiais quando o País de Gales e a Iugoslávia se encontraram em Ninian Park, Cardiff em 1976, depois que os galeses reagiram violentamente a algumas de suas decisões.
Sua partida mais importante foi a final da Copa do Mundo de 1970 realizada no estádio Azteca, na Cidade do México, em 21 de junho, quando Brasil e Itália se enfrentaram, com vitória brasileira por 4 a 1 em grande apresentação da seleção que tinha Pelé, Rivelino, Tostão, entre outros.
No total, ele arbitrou quatro partidas em dois Jogos Olímpicos e quatro jogos em duas Copas do Mundo.